# Llista de municipis d'Yvelines
Llista dels 262 municipis del departament francès d'Yvelines (78).
| Codi INSEE | Codi Postal | Municipi                     |
| ---------- | ----------- | ---------------------------- |
| 78003      | 78660       | Ablis                        |
| 78005      | 78260       | Achères                      |
| 78006      | 78113       | Adainville                   |
| 78007      | 78240       | Aigremont                    |
| 78009      | 78660       | Allainville                  |
| 78010      | 78580       | Les Alluets-le-Roi           |
| 78013      | 78770       | Andelu                       |
| 78015      | 78570       | Andrésy                      |
| 78020      | 78790       | Arnouville-lès-Mantes        |
| 78029      | 78410       | Aubergenville                |
| 78030      | 78610       | Auffargis                    |
| 78031      | 78930       | Auffreville-Brasseuil        |
| 78033      | 78126       | Aulnay-sur-Mauldre           |
| 78034      | 78770       | Auteuil                      |
| 78036      | 78770       | Autouillet                   |
| 78043      | 78870       | Bailly                       |
| 78048      | 78550       | Bazainville                  |
| 78049      | 78580       | Bazemont                     |
| 78050      | 78490       | Bazoches-sur-Guyonne         |
| 78053      | 78910       | Béhoust                      |
| 78057      | 78270       | Bennecourt                   |
| 78062      | 78650       | Beynes                       |
| 78068      | 78270       | Blaru                        |
| 78070      | 78930       | Boinville-en-Mantois         |
| 78071      | 78660       | Boinville-le-Gaillard        |
| 78072      | 78200       | Boinvilliers                 |
| 78073      | 78390       | Bois-d'Arcy                  |
| 78076      | 78910       | Boissets                     |
| 78077      | 78125       | La Boissière-École           |
| 78082      | 78200       | Boissy-Mauvoisin             |
| 78084      | 78490       | Boissy-sans-Avoir            |
| 78087      | 78830       | Bonnelles                    |
| 78089      | 78270       | Bonnières-sur-Seine          |
| 78090      | 78410       | Bouafle                      |
| 78092      | 78380       | Bougival                     |
| 78096      | 78113       | Bourdonné                    |
| 78104      | 78930       | Breuil-Bois-Robert           |
| 78107      | 78980       | Bréval                       |
| 78108      | 78610       | Les Bréviaires               |
| 78113      | 78440       | Brueil-en-Vexin              |
| 78117      | 78530       | Buc                          |
| 78118      | 78200       | Buchelay                     |
| 78120      | 78830       | Bullion                      |
| 78123      | 78955       | Carrières-sous-Poissy        |
| 78124      | 78420       | Carrières-sur-Seine          |
| 78125      | 78720       | La Celle-les-Bordes          |
| 78126      | 78170       | La Celle-Saint-Cloud         |
| 78128      | 78720       | Cernay-la-Ville              |
| 78133      | 78240       | Chambourcy                   |
| 78138      | 78570       | Chanteloup-les-Vignes        |
| 78140      | 78130       | Chapet                       |
| 78143      | 78117       | Châteaufort                  |
| 78146      | 78400       | Chatou                       |
| 78147      | 78270       | Chaufour-lès-Bonnières       |
| 78152      | 78450       | Chavenay                     |
| 78158      | 78150       | Le Chesnay                   |
| 78160      | 78460       | Chevreuse                    |
| 78162      | 78460       | Choisel                      |
| 78163      | 78910       | Civry-la-Forêt               |
| 78164      | 78120       | Clairefontaine-en-Yvelines   |
| 78165      | 78340       | Les Clayes-sous-Bois         |
| 78168      | 78310       | Coignières                   |
| 78171      | 78113       | Condé-sur-Vesgre             |
| 78172      | 78700       | Conflans-Sainte-Honorine     |
| 78185      | 78790       | Courgent                     |
| 78188      | 78270       | Cravent                      |
| 78189      | 78121       | Crespières                   |
| 78190      | 78290       | Croissy-sur-Seine            |
| 78192      | 78111       | Dammartin-en-Serve           |
| 78193      | 78720       | Dampierre-en-Yvelines        |
| 78194      | 78550       | Dannemarie                   |
| 78196      | 78810       | Davron                       |
| 78202      | 78440       | Drocourt                     |
| 78206      | 78920       | Ecquevilly                   |
| 78208      | 78990       | Élancourt                    |
| 78209      | 78125       | Émancé                       |
| 78217      | 78680       | Épône                        |
| 78220      | 78690       | Les Essarts-le-Roi           |
| 78224      | 78620       | L'Étang-la-Ville             |
| 78227      | 78740       | Évecquemont                  |
| 78230      | 78410       | La Falaise                   |
| 78231      | 78200       | Favrieux                     |
| 78233      | 78810       | Feucherolles                 |
| 78234      | 78200       | Flacourt                     |
| 78236      | 78910       | Flexanville                  |
| 78237      | 78790       | Flins-Neuve-Église           |
| 78238      | 78410       | Flins-sur-Seine              |
| 78239      | 78520       | Follainville-Dennemont       |
| 78242      | 78330       | Fontenay-le-Fleury           |
| 78245      | 78200       | Fontenay-Mauvoisin           |
| 78246      | 78440       | Fontenay-Saint-Père          |
| 78251      | 78112       | Fourqueux                    |
| 78255      | 78840       | Freneuse                     |
| 78261      | 78250       | Gaillon-sur-Montcient        |
| 78262      | 78490       | Galluis                      |
| 78263      | 78950       | Gambais                      |
| 78264      | 78490       | Gambaiseuil                  |
| 78265      | 78890       | Garancières                  |
| 78267      | 78440       | Gargenville                  |
| 78269      | 78125       | Gazeran                      |
| 78276      | 78270       | Gommecourt                   |
| 78278      | 78770       | Goupillières                 |
| 78281      | 78930       | Goussonville                 |
| 78283      | 78113       | Grandchamp                   |
| 78285      | 78550       | Gressey                      |
| 78289      | 78490       | Grosrouvre                   |
| 78290      | 78520       | Guernes                      |
| 78291      | 78930       | Guerville                    |
| 78296      | 78440       | Guitrancourt                 |
| 78297      | 78280       | Guyancourt                   |
| 78299      | 78250       | Hardricourt                  |
| 78300      | 78790       | Hargeville                   |
| 78302      | 78113       | La Hauteville                |
| 78305      | 78580       | Herbeville                   |
| 78307      | 78125       | Hermeray                     |
| 78310      | 78550       | Houdan                       |
| 78311      | 78800       | Houilles                     |
| 78314      | 78440       | Issou                        |
| 78317      | 78440       | Jambville                    |
| 78320      | 78270       | Jeufosse                     |
| 78321      | 78760       | Jouars-Pontchartrain         |
| 78322      | 78350       | Jouy-en-Josas                |
| 78324      | 78200       | Jouy-Mauvoisin               |
| 78325      | 78580       | Jumeauville                  |
| 78327      | 78820       | Juziers                      |
| 78329      | 78440       | Lainville-en-Vexin           |
| 78334      | 78320       | Lévis-Saint-Nom              |
| 78335      | 78520       | Limay                        |
| 78337      | 78270       | Limetz-Villez                |
| 78343      | 78350       | Les Loges-en-Josas           |
| 78344      | 78270       | Lommoye                      |
| 78346      | 78980       | Longnes                      |
| 78349      | 78730       | Longvilliers                 |
| 78350      | 78430       | Louveciennes                 |
| 78354      | 78200       | Magnanville                  |
| 78356      | 78114       | Magny-les-Hameaux            |
| 78358      | 78600       | Maisons-Laffitte             |
| 78361      | 78200       | Mantes-la-Jolie              |
| 78362      | 78200       | Mantes-la-Ville              |
| 78364      | 78770       | Marcq                        |
| 78366      | 78490       | Mareil-le-Guyon              |
| 78367      | 78750       | Mareil-Marly                 |
| 78368      | 78124       | Mareil-sur-Mauldre           |
| 78372      | 78160       | Marly-le-Roi                 |
| 78380      | 78580       | Maule                        |
| 78381      | 78550       | Maulette                     |
| 78382      | 78780       | Maurecourt                   |
| 78383      | 78310       | Maurepas                     |
| 78384      | 78670       | Médan                        |
| 78385      | 78200       | Ménerville                   |
| 78389      | 78490       | Méré                         |
| 78391      | 78270       | Méricourt                    |
| 78396      | 78600       | Le Mesnil-le-Roi             |
| 78397      | 78320       | Le Mesnil-Saint-Denis        |
| 78398      | 78490       | Les Mesnuls                  |
| 78401      | 78250       | Meulan-en-Yvelines           |
| 78402      | 78970       | Mézières-sur-Seine           |
| 78403      | 78250       | Mézy-sur-Seine               |
| 78404      | 78940       | Millemont                    |
| 78406      | 78470       | Milon-la-Chapelle            |
| 78407      | 78125       | Mittainville                 |
| 78410      | 78840       | Moisson                      |
| 78413      | 78980       | Mondreville                  |
| 78415      | 78124       | Montainville                 |
| 78416      | 78440       | Montalet-le-Bois             |
| 78417      | 78790       | Montchauvet                  |
| 78418      | 78360       | Montesson                    |
| 78420      | 78490       | Montfort-l'Amaury            |
| 78423      | 78180       | Montigny-le-Bretonneux       |
| 78431      | 78630       | Morainvilliers               |
| 78437      | 78270       | Mousseaux-sur-Seine          |
| 78439      | 78790       | Mulcent                      |
| 78440      | 78130       | Les Mureaux                  |
| 78442      | 78640       | Neauphle-le-Château          |
| 78443      | 78640       | Neauphle-le-Vieux            |
| 78444      | 78980       | Neauphlette                  |
| 78451      | 78410       | Nézel                        |
| 78455      | 78590       | Noisy-le-Roi                 |
| 78460      | 78250       | Oinville-sur-Montcient       |
| 78464      | 78125       | Orcemont                     |
| 78465      | 78910       | Orgerus                      |
| 78466      | 78630       | Orgeval                      |
| 78470      | 78125       | Orphin                       |
| 78472      | 78660       | Orsonville                   |
| 78474      | 78910       | Orvilliers                   |
| 78475      | 78910       | Osmoy                        |
| 78478      | 78660       | Paray-Douaville              |
| 78481      | 78230       | Le Pecq                      |
| 78484      | 78200       | Perdreauville                |
| 78486      | 78610       | Le Perray-en-Yvelines        |
| 78490      | 78370       | Plaisir                      |
| 78497      | 78125       | Poigny-la-Forêt              |
| 78498      | 78300       | Poissy                       |
| 78499      | 78730       | Ponthévrard                  |
| 78501      | 78440       | Porcheville                  |
| 78502      | 78560       | Le Port-Marly                |
| 78503      | 78270       | Port-Villez                  |
| 78506      | 78660       | Prunay-en-Yvelines           |
| 78505      | 78910       | Prunay-le-Temple             |
| 78513      | 78940       | La Queue-les-Yvelines        |
| 78516      | 78125       | Raizeux                      |
| 78517      | 78120       | Rambouillet                  |
| 78518      | 78590       | Rennemoulin                  |
| 78520      | 78550       | Richebourg                   |
| 78522      | 78730       | Rochefort-en-Yvelines        |
| 78524      | 78150       | Rocquencourt                 |
| 78528      | 78270       | Rolleboise                   |
| 78530      | 78790       | Rosay                        |
| 78531      | 78710       | Rosny-sur-Seine              |
| 78536      | 78440       | Sailly                       |
| 78537      | 78730       | Saint-Arnoult-en-Yvelines    |
| 78545      | 78210       | Saint-Cyr-l'École            |
| 78569      | 78730       | Sainte-Mesme                 |
| 78548      | 78720       | Saint-Forget                 |
| 78550      | 78640       | Saint-Germain-de-la-Grange   |
| 78551      | 78100       | Saint-Germain-en-Laye        |
| 78557      | 78125       | Saint-Hilarion               |
| 78558      | 78980       | Saint-Illiers-la-Ville       |
| 78559      | 78980       | Saint-Illiers-le-Bois        |
| 78561      | 78470       | Saint-Lambert                |
| 78562      | 78610       | Saint-Léger-en-Yvelines      |
| 78564      | 78660       | Saint-Martin-de-Bréthencourt |
| 78565      | 78790       | Saint-Martin-des-Champs      |
| 78567      | 78520       | Saint-Martin-la-Garenne      |
| 78571      | 78860       | Saint-Nom-la-Bretèche        |
| 78575      | 78470       | Saint-Rémy-lès-Chevreuse     |
| 78576      | 78690       | Saint-Rémy-l'Honoré          |
| 78586      | 78500       | Sartrouville                 |
| 78588      | 78650       | Saulx-Marchais               |
| 78590      | 78720       | Senlisse                     |
| 78591      | 78790       | Septeuil                     |
| 78597      | 78200       | Soindres                     |
| 78601      | 78120       | Sonchamp                     |
| 78605      | 78910       | Tacoignières                 |
| 78606      | 78113       | Le Tartre-Gaudran            |
| 78608      | 78980       | Le Tertre-Saint-Denis        |
| 78609      | 78250       | Tessancourt-sur-Aubette      |
| 78615      | 78850       | Thiverval-Grignon            |
| 78616      | 78770       | Thoiry                       |
| 78618      | 78790       | Tilly                        |
| 78620      | 78117       | Toussus-le-Noble             |
| 78621      | 78190       | Trappes                      |
| 78623      | 78490       | Le Tremblay-sur-Mauldre      |
| 78624      | 78510       | Triel-sur-Seine              |
| 78638      | 78740       | Vaux-sur-Seine               |
| 78640      | 78140       | Vélizy-Villacoublay          |
| 78642      | 78480       | Verneuil-sur-Seine           |
| 78643      | 78540       | Vernouillet                  |
| 78644      | 78320       | La Verrière                  |
| 78646      | 78000       | Versalles                    |
| 78647      | 78930       | Vert                         |
| 78650      | 78110       | Le Vésinet                   |
| 78653      | 78490       | Vicq                         |
| 78655      | 78125       | Vieille-Église-en-Yvelines   |
| 78668      | 78270       | La Villeneuve-en-Chevrie     |
| 78672      | 78670       | Villennes-sur-Seine          |
| 78674      | 78450       | Villepreux                   |
| 78677      | 78930       | Villette                     |
| 78681      | 78770       | Villiers-le-Mahieu           |
| 78683      | 78640       | Villiers-Saint-Frédéric      |
| 78686      | 78220       | Viroflay                     |
| 78688      | 78960       | Voisins-le-Bretonneux        |